# Adolf Frederik van Mecklenburg-Schwerin

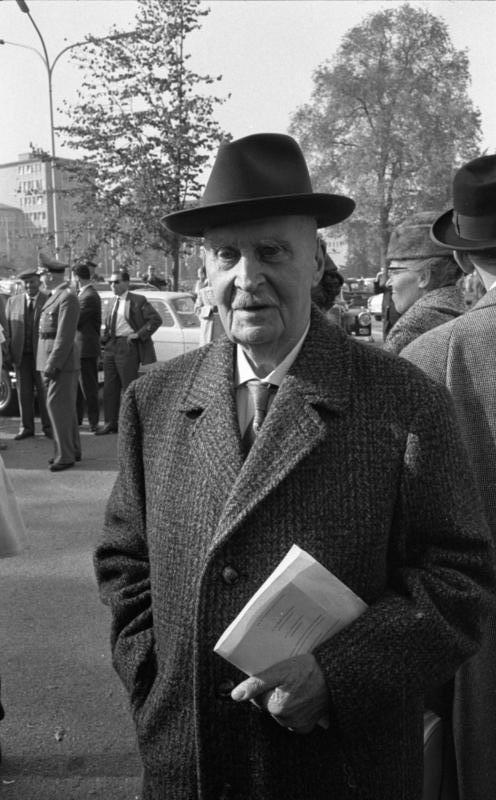
Adolf van Mecklenburg op een foto uit 1962

Adolf Frederik hertog van Mecklenburg (Schwerin, 10 oktober 1873 - Eutin, 5 augustus 1969) was een Duits koloniaal en reiziger, en beoogd hertog van het Verenigd Baltisch Hertogdom (1918).

## Leven
Hij werd geboren te Schwerin als op een na jongste zoon van groothertog Frederik Frans II van Mecklenburg-Schwerin en Marie van Schwarzburg-Rudolstadt. Daarmee was hij een oudere broer van prins Hendrik der Nederlanden en jongere broer van groothertog Frederik Frans III. Hij, zijn broers Hendrik en Frederik Willem werden de kleine prinsen genoemd, ter onderscheiding van de veel oudere kinderen uit hun vaders eerste huwelijk.
Hij bezocht evenals Hendrik het gymnasium Vitzthum te Dresden en nam vervolgens als luitenant dienst in het garderegiment kurassiers. Reeds vroeg werd zijn interesse in verre landen gewekt. In 1894 maakte hij een reis naar Klein-Azië, in 1902 naar Ceylon en Duits-Oost-Afrika. Hij werd in 1904 majoor in het tweede garderegiment dragonders en bezocht in 1905 opnieuw Oost-Afrika. Bekendheid kreeg hij door een grote expeditie naar Afrika in 1907/1908, die van aanzienlijk wetenschappelijk belang was. Met zijn geschriften trachtte hij bij het volk de interesse in Duits kolonialisme te wekken. De regering van Mecklenburg-Schwerin stichtte een "Herinneringsmedaille voor de deelnemers aan de Expeditie naar Afrika 1907 - 1908" ter herinnering aan deze expeditie. Hij bezocht in 1910/1911 West-Afrika en Belgisch-Congo, waar hij van mening was dat Duitsland de natuurlijke hulpbronnen van dat land beter zou kunnen exploiteren dan de Belgen.
Vanwege zijn ervaring in Afrika werd hij op 19 juni 1912 tot gouverneur van Duits Togoland benoemd, welk ambt hij tot 26 augustus 1914 bekleedde. Als zodanig steunde hij plantagemaatschappijen bij het zich toe-eigenen van grondgebieden. Tegen misbruik van minderjarigen greep hij pas in toen dit ook missiescholen trof. Voorts streed hij tegen de slaapziekte.
In de Eerste Wereldoorlog streed hij in het leger van Oostenrijk-Hongarije (1915) en korte tijd in dat van het Ottomaanse Rijk (1916). In 1918 werd hij - na aanvankelijk kandidaat voor de troon van Finland te zijn geweest - aangewezen als hertog van het Verenigd Baltisch Hertogdom, een beoogde semi-soevereine staat binnen het Duitse Keizerrijk die in het kader van de Vrede van Brest-Litovsk uit het gebied van Estland en Letland werd geschapen. Hij besteeg de troon echter nooit en de Duitse nederlaag in de oorlog leidde reeds kort na de oprichting tot het einde van deze staat.
Op 24 april 1917 trad hij in het huwelijk met Victoria Feodora prinses Reuss (1889-1918), dochter van Hendrik XXVII van Reuss jongere linie, die echter reeds een jaar later stierf. Uit dit huwelijk werd één kind geboren: Woizlawa-Feodora (1918-2019), die in 1939 Hendrik I Reuss van Köstritz huwde.
Na de Eerste Wereldoorlog werd hij vicepresident van de Deutsche Kolonialgesellschaft (waarvan zijn broer Johan Albrecht van 1895 tot 1920 president was) en lid van het Internationaal Olympisch Comité. Op 15 oktober 1924 hertrouwde hij met Johan Albrechts weduwe Elisabeth van Stolberg-Roßla. Dit huwelijk bleef kinderloos.
Sinds 1934 maakte hij om de handelsbetrekkingen te versterken weer reizen naar Afrika en Zuid-Amerika. Van 1949 tot 1951 was hij lid van het Duits Olympisch Comité. Het feit dat hij in 1960 deel uitmaakte van de officiële Duitse delegatie bij de feestelijkheden ter gelegenheid van de onafhankelijkheid van Togo wekte enige opschudding. Hij stierf op 5 augustus 1969 te Eutin.
Hij is de grootvader van Heinrich XIII. Prinz von Reuß, die op 7 december 2022 bij een grootschalige antiterreuractie van de Duitse politie werd aangehouden voor rechts-extremistische denkbeelden en het voorbereiden van het plegen van aanslagen.

## Werk
- 1909: Ins innerste Afrika. Bericht über den Verlauf der deutschen wissenschaftlichen Zentral-Afrika-Expedition 1907-1908 (Leipzig)
- 1912: Vom Kongo zum Niger und Nil. Berichte der deutschen Zentralafrika-Expedition 1910/11 (Leipzig)

- Bibsys: 90565514
- Bibliothèque nationale de France: cb170744072 (data)
- CiNii: DA05392316
- Gemeinsame Normdatei: 119333252
- International Standard Name Identifier: 0000 0001 0988 4330
- Library of Congress Control Number: n84095539
- Nationale Bibliotheek van Tsjechië: xx0260453
- Nationale Bibliotheek van Israël: 987007299777205171
- Nederlandse Thesaurus van Auteursnamen: 073928089
- Système universitaire de documentation: 117735825
- Virtual International Authority File: 74660909
- WorldCat: E39PCjB7KwfkvPgRWcwbGhmJ9P